# Julius Wirl
Julius Wirl (* 25. Februar 1888 in Graz; † 3. Juni 1968 in Wien) war ein österreichischer Anglist und Rektor der Hochschule für Welthandel.

## Leben und Wirken
Nach seiner 1906 absolvierten Reifeprüfung am Realgymnasium in Mödling studierte Julius Wirl Neuphilologie an der Universität Wien. Unterbrochen durch den Militärdienst (1908/09) promovierte er dann 1911 bei dem Anglisten Jakob Schipper. Anschließend folgten seine Lehramtsprüfungen für Englisch und Deutsch. Bis 1919 war er als Soldat im Ersten Weltkrieg und in Kriegsgefangenschaft. Als Gymnasiallehrer war Wirl dann bis zum Ende des Zweiten Weltkriegs in Wien tätig, seit 1940 auch in der Dolmetscherausbildung. 1945/46 wurde er zunächst Lehrbeauftragter für die englische Sprache an der Hochschule für Welthandel Wien, 1948 außerordentlicher und ab 1954 ordentlicher Professor. Für die Amtszeiten 1956/57 und 1957/58 amtierte Wirl als Rektor dieser Hochschule. 1959 wurde er emeritiert. 
1961 wurde Wirl mit dem Österreichischen Ehrenkreuz für Wissenschaft und Kunst (I. Klasse) ausgezeichnet. 
In seinen Veröffentlichungen beschäftigte sich Wirl vor allem mit dem Dolmetschen und der Übersetzung, vor allem bezüglich der englischen Sprache. 

## Veröffentlichungen
- Orpheus in der englischen Literatur (= Wiener Beiträge zur englischen Philologie, Bd. 40). Braumüller, Wien 1913 (= Dissertation Universität Wien) (Digitalisat).
- Das "Ring"-Motiv Richard Wagners. In: Jahresbericht der k.k. Ober-Realschule auf dem Schottenfelde in Wien, Bd. 63 (1913/14).
- Organisches Englisch. Bd. 1: Politisches Englisch. Deutscher Verlag für Jugend und Volk, Wien 1946.
- Erwägungen zum Problem des Übersetzens. In: Karl Brunner (Hrsg.): Anglo-Americana. Festschrift zum 70. Geburtstag von Leo Hibler-Lebmannsport. Braumüller, Wien 1955, S. 173–184.
- Wirtschaft und Ethik. Eine Rede. Verband österreichischer Diplomkaufleute, Wien 1957.
- Das Affektleben des Wertpapiermarktes im Spiegel der englischen Sprache. In: Karl Brunner u. a. (Hrsg.): Anglistische Studien. Festschrift zum 70. Geburtstag von Prof. Friedrich Wild. Braumüller, Wien 1958, S. 209–226.
- Grundsätzliches zur Problematik des Dolmetschens und des Übersetzens. Braumüller, Wien 1958.
- Englische Übertragungen von Rilkes Duineser Elegie. In: Otto Hietsch (Hrsg.): Österreich und die angelsächsische Welt. Kulturbegegnungen und Vergleiche. Bd. 1. Braumüller, Wien 1961, S. 223–231.